# Ante Gotovina
Ante Gotovina (ur. 12 października 1955 w Tkonie) – chorwacki żołnierz i generał, oskarżany o zbrodnie wojenne, ostatecznie uniewinniony. W 2011 został skazany przez Międzynarodowy Trybunał Karny dla byłej Jugosławii na 24 lata więzienia za zbrodnie popełnione w 1995 roku na Serbach. 16 listopada 2012 r. uniewinniony przez Trybunał ONZ. W Chorwacji jest uznawany za jednego z największych bohaterów wojny z Serbami.

## Życiorys

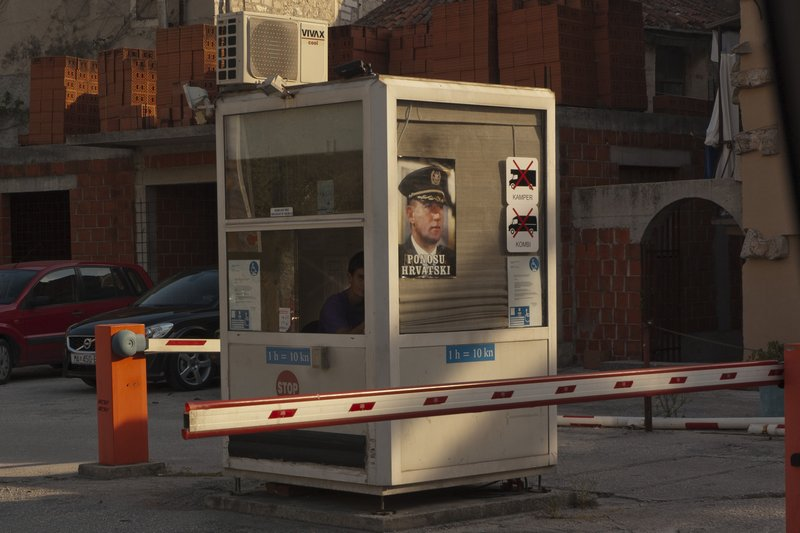
Ponosu Hrvatski – „Duma Chorwacji”, kasa parkingu w Makarska, wrzesień 2011 roku

Gotovina urodził się na wyspie Pašman niedaleko Zadaru. W wieku 16 lat opuścił rodzinny dom i został marynarzem. Na początku lat 70. wstąpił do Legii Cudzoziemskiej, pod przybranym nazwiskiem Andrija Grabovac. Po odbyciu szkolenia w Pau został żołnierzem elitarnego 2 Cudzoziemskiego Pułku Powietrznodesantowego. Po pięciu latach opuścił tę jednostkę i w 1979 otrzymał obywatelstwo francuskie.
W latach 80. udał się razem ze swoim przyjacielem Dominique Erulinem do Ameryki Łacińskiej i w Argentynie oraz Gwatemali organizowali grupy paramilitarne. W Kolumbii poznał swoją pierwszą żonę, Ximenę i przybrał kolejny pseudonim – Toni Moremante.
W 1990 Ante Gotovina powrócił do Chorwacji i rok później został oficerem, biorąc udział w wojnie w Jugosławii. W 1994 otrzymał awans na stopień generała dywizji. Podczas operacji Burza w 1995 został oficerem dowodzącym w regionie Splitu. W latach 1996–2000 był naczelnikiem armii chorwackiej.
W 2001 chorwacki pisarz Nenad Ivanković napisał książkę Ratnik – pustolov i general (jedna biografija) (Wojownik – poszukiwacz przygód i generał (biografia)), biografię Ante Gotoviny.
W roku 2002 powstał 8-odcinkowy serial General poświęcony Ante Gotovinie. W rolę generała wcielił się chorwacki aktor Goran Višnjić.
21 maja 2001 Gotovina został oskarżony przez Międzynarodowy Trybunał Karny dla byłej Jugosławii o zbrodnie przeciwko ludzkości oraz zbrodnie wojenne, które zostały popełnione na Serbach chorwackich w czasie i po operacji Burza, w tym o zamordowanie co najmniej 150 Serbów z Krajiny oraz wypędzenie około 200 tysięcy. Od tego czasu się ukrywał.
7 grudnia 2005 został zatrzymany w Hiszpanii. Dzień później wydano formalny nakaz jego aresztowania.
15 kwietnia 2011 haski trybunał skazał go na 24 lata więzienia. Podczas ogłaszania wyroku w kościołach na terenie całej Chorwacji odbyły się nabożeństwa w intencji uniewinnienia gen. Gotoviny, a sam wyrok Chorwaci uznali za hańbę.
16 listopada 2012 izba apelacyjna haskiego trybunału uniewinniła od wszystkich punktów oskarżenia generała Gotovinę, a razem z nim drugiego chorwackiego generała Mladena Markača, skazanego w pierwszej instancji na 18 lat więzienia. Po uwolnieniu z Hagi zamieszkał w Pakoštane. Został przedsiębiorcą i rozwinął działalność związaną z hodowlą tuńczyka.

## Rodzina
Jest żonaty z Dunją Zloić, pułkownik armii chorwackiej. Ma z nią syna Ante (ur. 1997). Jego pozostałe dzieci to córka Ana (ur. 1994) z dziennikarką Vesną Karuzą oraz córka Ximena z pierwszą żoną, kolumbijską dziennikarką Ximeną.

## Odznaczenia
- Order Księcia Domagoja z wstęgą (1995)[8]
- Order Bana Jelacica (1995)[9]
- Order Mikołaja Subica Zrinskiego (1996)[10]
- Order Chorwackiego Krzyża (1996)[11]
- Order Chorwackiej Koniczyny (1996)[12]
- Medal Wdzięczności Ojczyzny (1996)[13]
- Order Ante Starčevića (1997)[14]
- Wielki Order Króla Piotra Krzesimira IV z Wstęgą i Gwiazdą Poranną (2018)[15][16]